# A Few Best Men
A Few Best Men (en español ¿Qué pasó en la boda?, Los padrinos de la boda o Una boda de muerte) es una película de comedia de coproducción australiana y británica de 2011 escrita por Dean Craig y dirigida por Stephan Elliott. Está protagonizada por Xavier Samuel, cuyo papel es el de un joven novio británico que se dirige a las Montañas Azules de Australia para casarse con su novia australiana, acompañado de sus tres padrinos de boda.
Tiene una secuela llamada A Few Less Men.

## Sinopsis
Mientras estaban de vacaciones, David (Xavier Samuel), un mochilero y Mía (Laura Brent), una turista,  se conocen y se enamoran comprometiéndose en matrimonio a pesar de casi no conocerse. 
Llegado el fin de semana, David se le declara a Mía y le propone que se casen en pocos días. David regresa a Inglaterra y reúne a sus tres mejores amigos (a quienes considera como su "familia"): el sensato y celoso Tom (Kris Marshall), el ingenuo Graham y drogadicto (Kevin Bishop), y el deprimido Luke (Tim Draxl).
El novio y sus padrinos parten a Australia en un vuelo para la boda entre David y Mía. Pero los padres de Mía, Bárbara (Olivia Newton-John) y Jim (Jonathan Biggins), de muy buena situación son escépticos respecto a este repentino compromiso de novios cuando conocen a los padrinos y amigotes de David.
La fiesta de boda comienza normal y jubilosamente, sin embargo, cuando el preciado carnero de Jim llamado Ramsey desaparece de su establo todo le mundo parece desquiciarse, se suceden una serie de gags y situaciones chocantes y desatinadas por parte de los amigos de David que amenazan con arruinar la boda y la vida de ambos novios.

## Reparto
| Actor              | Personaje     |
| ------------------ | ------------- |
| Xavier Samuel      | David Locking |
| Laura Brent        | Mia Ramme     |
| Olivia Newton-John | Barbra Ramme  |
| Jonathan Biggins   | Jim Ramme     |
| Kris Marshall      | Tom           |
| Kevin Bishop       | Graham        |
| Tim Draxl          | Luke          |
| Rebel Wilson       | Daphne Ramme  |
| Steve Le Marquand  | Ray           |
| Elizabeth Debicki  | Maureen       |

## Estreno
A Few Best Men se estrenó en Australia el 26 de enero de 2012. Su primera proyección se hizo en el Festival de cine de Mill Valley en San Rafael, California el 14 de octubre de 2011.